# Margaret Gardiner (artiste)
Pour les articles homonymes, voir Margaret Gardiner (homonymie).
Margaret Emilia Gardiner, née le 22 avril 1904 et morte le 2 janvier 2005, est une mécène et militante de gauche britannique.

## Biographie
Margaret Gardiner naît le 22 avril 1904 à Berlin où son père, le fameux égyptologue Alan Gardiner, est en mission. C'est lui qui en 1923 assistera Howard Carter et Lord Carnarvon dans la découverte de la tombe de Toutankhamon. Elle a pour frères John et Rolf Gardiner. Elle est éduquée à la Fröbel School d'Hammersmith, qui se trouvait à Bedales, et qui était fameuse pour son esprit libéral ; ensuite elle étudie à Cambridge au Newnham College, d'abord les langues étrangères puis la philosophie (appelée sciences morales à Cambridge). Sa famille est fort aisée grâce à l'immense fortune du grand-père industriel, et, comme les jeunes filles de son milieu, Margaret Gardiner n'avait pas besoin de travailler pour gagner sa vie, aussi se dirige-t-elle vers les arts et la politique. À Cambridge, elle tombe amoureuse Bernard Deacon, du Trinity College, mais il meurt à Malekula au Vanuatu de la fièvre des eaux noires en 1927 à l'âge de 24 ans. Elle pourra se rendre à sa sépulture cinquante-six ans plus tard et écrit un livre publié en 1984 intitulé  Footprints on Malekula: Memoir of Bernard Deacon.
Après Cambridge, elle est très brièvement institutrice dans une école de Gamlingay, mais cette expérience n'est pas fructueuse.
Margaret Gardiner s'est rendue célèbre surtout comme mécène des arts. Elle consacre son énergie à aider ses amis écrivains et artistes : Barbara Hepworth, Ben Nicholson, W. H. Auden, Berthold Lubetkin, Solly Zuckerman, Naum Gabo, etc.,. Elle était surtout confidente de la sculptrice Barbara Hepworth et une amie proche du second mari de celle-ci, l'artiste Ben Nicholson. Elle meurt le 2 janvier 2005 à l'âge de 100 ans. Elle est la tante du célèbre chef d'orchestre  
John Eliot Gardiner.
Elle demeurait au 35 Downshire Hill, à Hampstead, près de Heath où elle allait encore nager à plus de 90 ans.
Son fils, Martin Bernal (1937-2013), est l'auteur de Black Athena,,. Bien que jamais mariée, Margaret Gardiner s'est toujours présentée comme « Mrs Bernal ». Le physicien  John Desmond Bernal, père de son fils, s'était auparavant marié le 21 juin 1922 avec Agnes Eileen Sprague, secrétaire, le lendemain après avoir obtenu son BA à l'âge de 21 ans. En plus de son fils avec Margaret Gardiner, il a deux enfants avec Agnes Sprague et un avec Margot Heinemann.

## Politique
Avec Bernal, qui était communiste, Margaret Gardiner fait partie dans les années 1930 et 1940 d'un groupe réclamant « la liberté intellectuelle ». Margaret Gardiner cependant n'est pas l'objet de pression pour rejoindre le parti communiste. Elle passe l'hiver 1934 à Moscou avec Bernal, mais exprime en privé quelques réserves envers Staline. Dans les années 1960, elle est à l'initiative de la publication d'une lettre ouverte dans The Times signée par des célébrités opposées à la guerre du Vietnam. Elle apportait aussi son soutien à la Campagne pour le désarmement nucléaire. Elle se singularise par son hostilité envers l'impérialisme américain.
Aux élections générales de 1970, Benjamin Whitaker, parlementaire travailliste de Hampstead, perd son siège à cause d'une mobilisation en faveur d'un candidat d'extrême-gauche financé par Margaret Gardiner.

## Distinctions
- Ordre de l'Empire britannique